# Iolanta Uljewa
Iolanta Jewgenjewna Uljewa (kasachisch Иоланта Евгеньевна Ульева; * 27. Juli 1976 in Karaganda, Kasachische SSR, UdSSR) ist eine kasachische Leichtathletin, die sich auf das Kugelstoßen spezialisiert hat.

## Sportliche Laufbahn
Erste internationale Erfahrungen sammelte Iolanta Uljewa vermutlich im Jahr 1994, als sie bei den Juniorenasienmeisterschaften in Jakarta mit einer Weite von 14,29 m die Silbermedaille gewann. 1999 siegte sie bei den Zentralasienspielen in Bischkek mit 16,26 m und im Jahr darauf nahm sie an den Olympischen Sommerspielen in Sydney teil und schied dort mit 16,38 m in der Qualifikationsrunde aus. 2001 gewann sie bei den Ostasienspielen in Osaka mit 16,92 m die Bronzemedaille hinter der Chinesin Cheng Xiaoyan und Lee Myung-sun aus Südkorea gewann. Anschließend verpasste sie bei den Weltmeisterschaften in Edmonton mit 16,22 m den Finaleinzug und belegte dann bei der Sommer-Universiade in Peking mit 16,42 m den achten Platz. Im Jahr darauf belegte sie bei den Asienmeisterschaften in Colombo mit 15,85 m den fünften Platz und 2003 schied sie bei den Weltmeisterschaften in Paris mit 16,32 m in der Qualifikationsrunde aus. Anschließend gelangte sie bei den Asienmeisterschaften in Manila mit 16,54 m auf Rang sieben und siegte dann mit 16,14 m bei den Zentralasienspielen in Duschanbe. 2004 gewann sie bei den erstmals ausgetragenen Hallenasienmeisterschaften in Teheran mit 16,78 m die Silbermedaille hinter der Chinesin Zhang Xiaoyu und im August verpasste sie bei den Olympischen Sommerspielen in Athen mit 14,88 m den Finaleinzug.
2005 belegte sie bei den Asienmeisterschaften in Incheon mit 16,01 m den siebten Platz und im Jahr darauf gelangte sie bei den Asienspielen in Doha mit 16,39 m auf Rang fünf. 2007 schied sie bei den Weltmeisterschaften in Osaka mit 15,52 m in der Qualifikationsrunde aus und verzichtete dann beim IAAF World Athletics Final in Stuttgart auf einen Start. Im Jahr darauf gewann sie bei den Hallenasienmeisterschaften in Doha mit 15,99 m die Silbermedaille hinter der Chinesin Gong Lijiao und im August verpasste sie bei den Olympischen Sommerspielen in Peking mit 15,49 m den Finaleinzug. 2010 bestritt sie ihre letzten offiziellen Wettkämpfe und beendete daraufhin ihre aktive sportliche Karriere im Alter von 34 Jahren.
In den Jahren 2000 und von 2002 bis 2007 sowie 2009 und 2010 wurde Uljewa kasachische Meisterin im Kugelstoßen im Freien sowie 2003 und 2004 und von 2006 bis 2008 in der Halle. Zudem wurde sie 2006 und 2010 Landesmeisterin im Diskuswurf.

## Persönliche Bestleistungen
- Kugelstoßen 17,65 m, 23. Juni 2001 in Almaty
  - Kugelstoßen (Halle): 18,04 m, 8. Februar 2002 in Qaraghandy
- Diskuswurf: 48,40 m, 28. Juni 2006 in Almaty